# الهيئة العامة للسد العالي وخزان أسوان
الهيئة العامة للسد العالي وخزان أسوان هي هيئة حكومية مصرية تابعة لوزارة الموارد المائية والري، أنشأت بقرار رئيس جمهورية مصر العربية رقم 2436 لسنة 1971، تختص الهيئة بأعمال التشغيل والموازنات والصيانة للسد العالي وخزان أسوان.

## المهام
- دراسة وتنفيذ المشروعات المستجدة التي يحتاجها السد العالي وخزان أسوان.
- تشغيل السد العالي وخزان أسوان لإمرار التصرفات المطلوبة من مياه نهر النيل.
- مراقبة المؤشرات العامة للسد العالي وخزان أسوان وتنفيذ أعمال الصيانة الخاصة بهما.
- حساب كمية المياه الواردة إلي بحيرة ناصر وقياس سرعتها واتجاهها وتقدير الفواقد بها.
- دراسة الطمي المترسب في بحيرة ناصر وتقدير كمياته.
- رصد الزلازل في محافظة أسوان ودراسة تأثيرها علي جسم السد العالي وخزان أسوان.

## وصلات خارجية
- الصفحة الرسمية للهيئة على موقع فيس بوك.